# Бабій-Очеретовська Неоніла Леонідівна
Неоні́ла Леоні́дівна Бабі́й-Очерето́вська (11 січня 1947, м. Кременець, Тернопільська область  — 20 лютого 2024) — українська музикознавиця, філософиня. Кандидатка філософських наук (1976), докторка мистецтвознавства (1988), професорка (1989), членкиня НСКУ (1975).

## Життєпис
Закінчила Харківський інститут мистецтв (1969) по класу Т. С. Кравцова, аспірантуру філософського факультету Московського державного університету ім. М. В. Ломоносова (1974, науковий керівник – В. С. Корнієнко).
З 1969 викладала в Харківському інституті (університеті) мистецтв: 1969–1971 – асистентка кафедри теорії та історії музики; 1971–73 – викладачка кафедри теорії музики; 1973–76 – старша викладачка; 1977–79 – доцентка, декан; 1979–1990 – проректорка з наукової роботи; 1989–2004 – завідуюча кафедрою української культури; 2004–2014 – завідуюча кафедрою гармонії та поліфонії; 2017-2023 – завідуюча кафедрою теорії музики.
Серед учнів та учениць — Ірина Коханик, Григорій Ганзбург.

## Доробок
Авторка наукових праць з культурології, музичної естетики та критики, українознавства.
Основні праці:
- Григорій Цицалюк. Київ, 1987;
- Михайло Дмитрович Тіц. Харків, 1995 (співавт.);
- Українсько-англійський словник музичних термінів. Лондон, 1996 (співавт.);
- Шуман і деякі проблеми музичної естетики // Роберт Шуман и перекрестье путей музыки и литературы. Х., 1997;
- З харківського періоду діяльності Миколи Андрійовича Рославця // Павло Кіндратович Луценко і сучасність. Х., 2001;
- Тарас Сергійович Кравцов. Х., 2002.

## Відзнаки
2001 року стала лауреаткою муніципальної премії ім. Слатіна.

## Джерело
- НСКУ [Архівовано 11 січня 2014 у Wayback Machine.]

| українська персоналія | Це незавершена стаття про особу, що має стосунок до України. Ви можете допомогти проєкту, виправивши або дописавши її. |

1. 1 2 3  Чеська національна авторитетна база даних
2. ↑  БАБІЙ-ОЧЕРЕТОВСЬКА Неоніла Леонідівна. Тернопільщина (укр.). Архів оригіналу за 27 вересня 2021. Процитовано 27 вересня 2021.